# Château de Cas
Ne pas confondre avec la commanderie hospitalière d'Espinas, ni avec la ferme templière du lieu-dit « Saint-Cirice »,
Le château de Cas est un château situé sur la commune d'Espinas dans le département de Tarn-et-Garonne.

## Historique

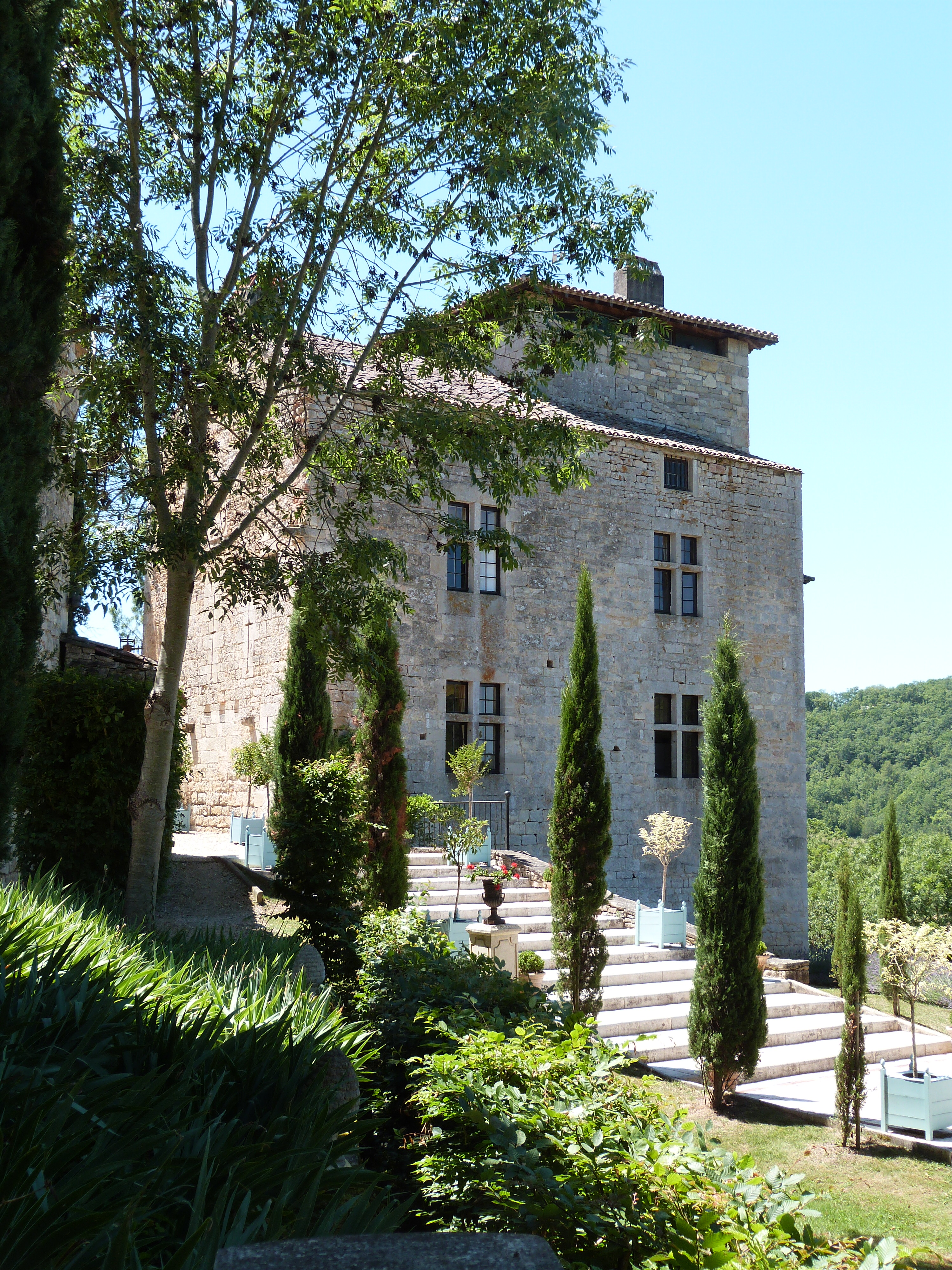
Vue du château.

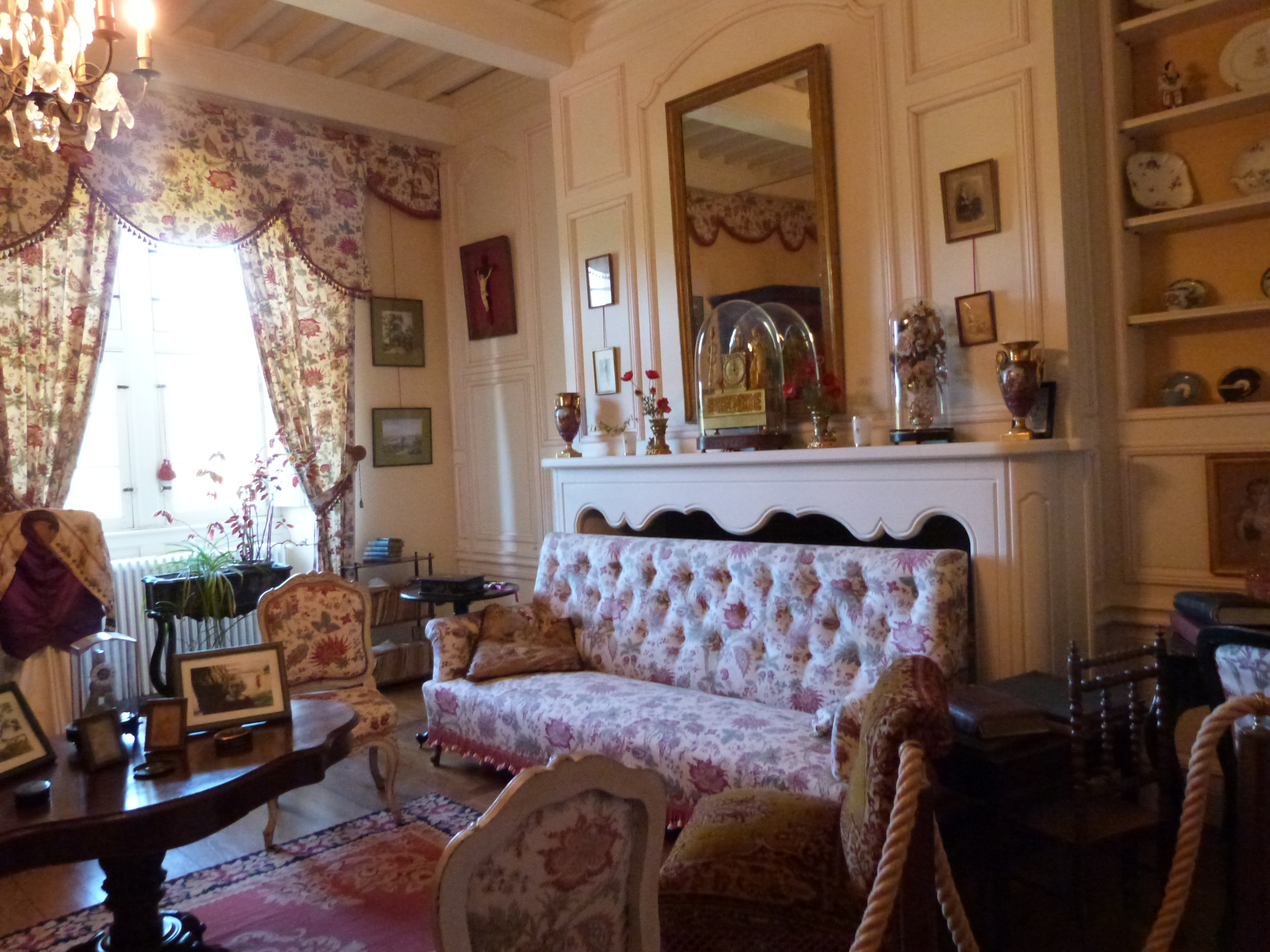
Un salon.

Le château, place défensive, a été construit au IXe siècle sur un site occupé par les Gallo-Romains. Il faisait partie des possessions de la commanderie de La Capelle-Livron pendant la période hospitalière,. Il est remanié au XIVe siècle puis au XVIIe siècle. Le jardin date du XVIIIe siècle (l'actuel ne fait que s'en inspirer, ayant été détruit par le passé), tout comme le pigeonnier.
Claude-Marie, comte de Lastic Saint-Jal, aide de camp du duc d'Aiguillon, brigadier de cavalerie et gouverneur de Carcassonne, s'y fixe au cours du XVIIIe siècle : en 1787, il épouse en effet Henriette de Lacapelle, fille de la propriétaire des lieux, alors veuve.  La chapelle, qui date de 960, abrite le caveau familial. Le château n'a jamais été mis en vente depuis 1437, se transmettant de génération en génération et par alliances successives.
Fortement endommagé lors la Révolution (meubles pillés, armoiries brûlées, donjon et une tour rabaissés), il est restauré à la fin du XIXe siècle (toiture et fenêtres), puis de nouveau endommagé durant la Seconde Guerre mondiale : en effet, les propriétaires avaient caché des munitions pour les Forces françaises libres dans une pièce des sous-sols puis l'avait murée. Apprenant avoir été dénoncés, ils ont toutefois le temps de les déménager dans des grottes situées dans les falaises des environs. Les Allemands cherchent donc en vain les munitions et, en représailles, détériorent le château. Il est remis en état à partir des années 1980 par Lyonnel et Jeanne de Lastic.
Le monument fait l’objet d’une inscription au titre des monuments historiques depuis le 11 octobre 1984. Il conserve des archives, dont certaines datent de 1310.
En 2015, le château obtient le grand trophée de la plus belle restauration, décerné par Propriétés de France, Le Figaro Magazine et la Fondation pour les monuments historiques, en partenariat avec La Demeure historique.
La chambre dite « Louis XIV » aurait accueilli Philippe IV le Bel. Jean-Albert de Lastic, neveu par sa mère de la comtesse de Ségur, aurait par ailleurs servi de modèle pour Un bon petit diable.
Le château se visite depuis 1983. Il se loue aussi pour des mariages et des séminaires.